# Świętobor (imię)
Świętobor – staropolskie imię męskie, złożone z członu Święto- („silny, mocny”) członu -bor („walczyć, zmagać się”). Może oznaczać „silny, mocny w walce”.
Świętobor imieniny obchodzi 6 kwietnia.